# Vinzenz Maria Süß

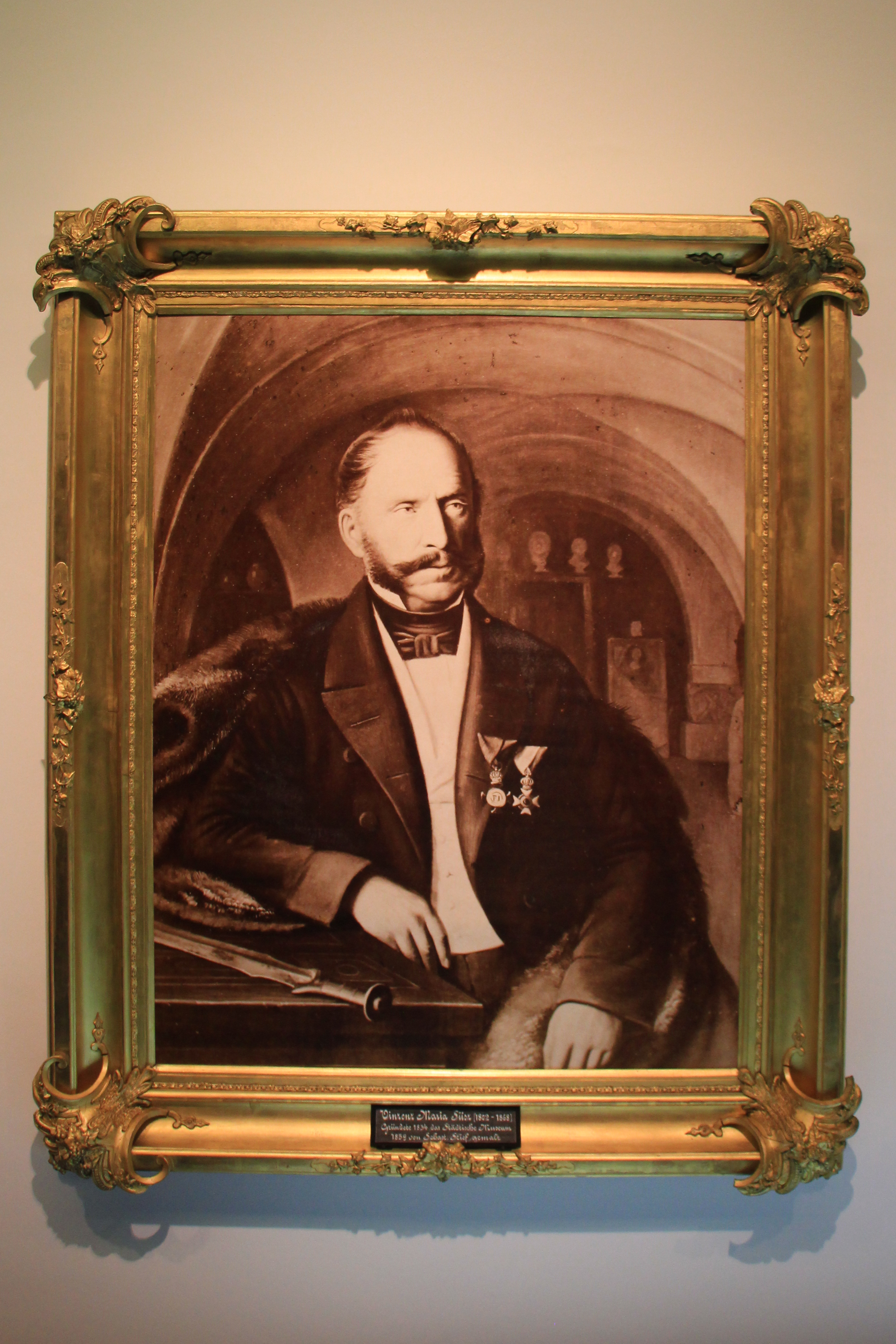
Foto des verschollenen Gemäldes von Vinzenz Maria Süß, gemalt von Sebastian Stief im Salzburg Museum

Vinzenz Maria Süß (eigentlich Maria Vinzenz Franz Alois Süß; * 15. Jänner 1802 in Weißenbach bei Strobl, Fürsterzbistum Salzburg; † 5. Mai 1868 in Salzburg, Österreich-Ungarn) war ein Schriftsteller und Gründer des Salzburger Museums Carolino Augusteum.

## Leben

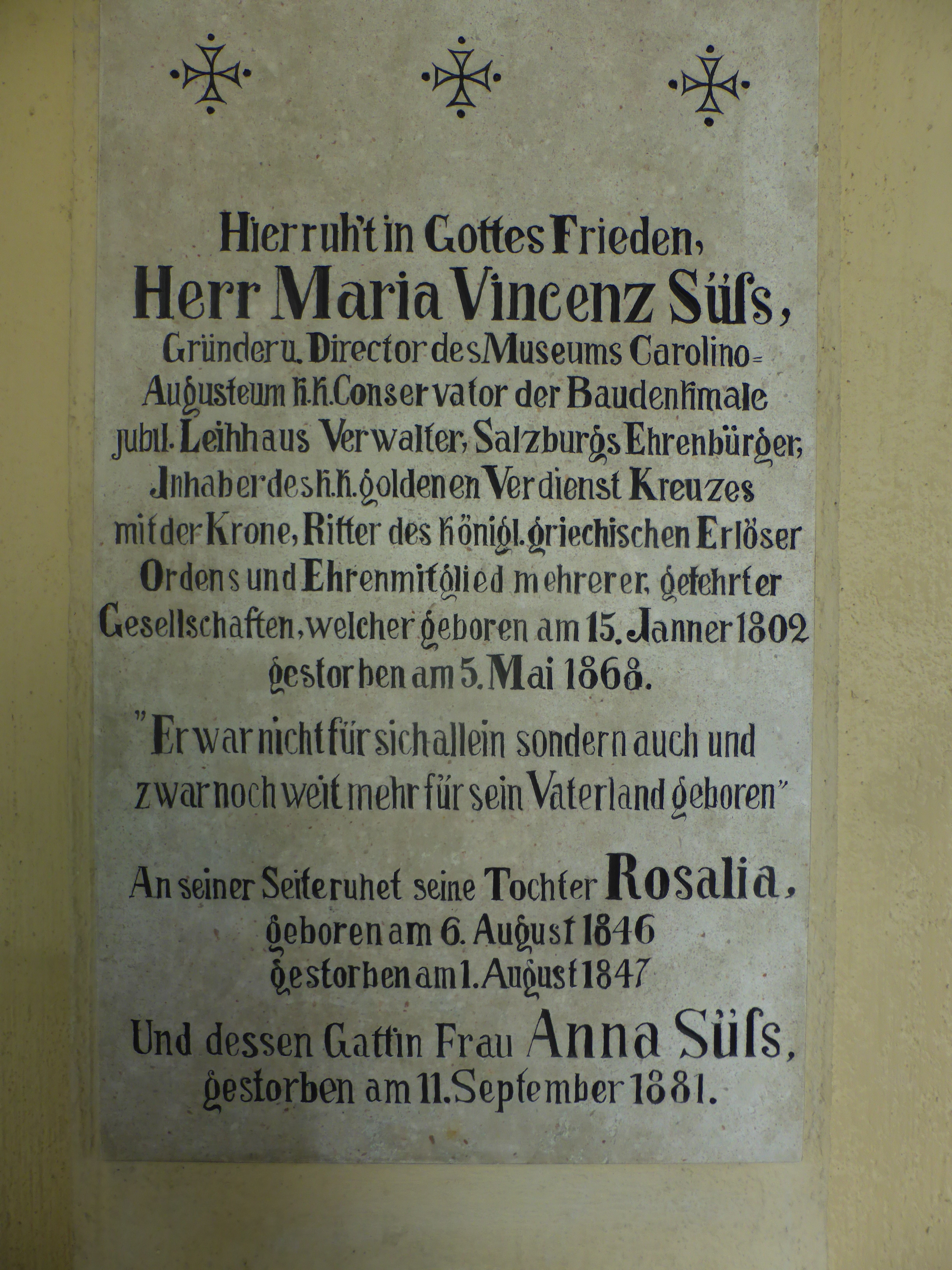
Epitaph des Maria Vincenz Süss in dem Sebastiansfriedhof Salzburg

Süß wurde 1802 als Sohn des aus dem böhmischen Gottesgab stammenden Rechnungsführers Franz Maria Süss und der Maria Berchtold zu Sonnenburg im damals fürsterzbischöflichen Hammerwerk in Weissenbach um 4:00 Uhr früh geboren und am selben Tag in der Vikariatskirche Strobl von Vikar (1800–1806) Simon Winkler um 10:00 Uhr vormittags auf vier Namen getauft worden: Maria, Vincentius Fererius (= Vinzenz Ferrer), Franciscus Seraphicus und Aloysius. Nannerl Mozart, die den 1801 verstorbenen Johann Baptist Reichsfreiherr Berchtold von Sonnenburg geheiratet hatte, war demnach seine Großtante. 
Süß besuchte von 1816 bis 1818 das Schullehrerseminar in der Stadt Salzburg, das damals im Kapellhaus in der Sigmund-Haffner-Gasse untergebracht war, und verdingte sich nach kurzer Lehrertätigkeit als Amtsschreiber bei den Rentämtern Zell am See, Goldegg und ab 1824 in Salzburg. Dort trat er 1828 in den Dienst der Stadtgemeinde, wurde 1829 Steuerkontrolleur und war von 1841 bis 1863 Leihhausverwalter.
1833 gründete Süß das Salzburger Museum und verhinderte damit ein Abwandern der Salzburger Kunstschätze in die Landeshauptstadt Linz, der Salzburg bis 1850 als Kreisstadt des Salzachkreises unterstellt war. Offiziell wurde das Museum, dem Süß bis zu seinem Ableben als Direktor vorstand, 1835 eröffnet. Mit Gemeinderatsbeschluss vom 5. März 1849 wurde  es noch unter seinem Gründer und Direktor Vinzenz Maria Süß in das Eigentum der Stadt übernommen. Am 11. November desselben Jahres konnte mit Karoline Auguste von Bayern, der Witwe von Kaiser Franz I., eine Patronin für diese Institution gewonnen werden, die seither als Museum Carolinum Augusteum weit über die Grenzen Salzburgs hinaus Bekanntheit erlangte. 
Süss erkrankte 1859 schwer und war 14 Monate an das Bett gefesselt; von seiner Krankheit erholte er sich nicht mehr. 1863 suchte er um seine Pensionierung ein. Nach seinem Ableben in der Folge eines Herzleidens am 5. Mai 1868 wurde er auf dem Salzburger Sebastiansfriedhof begraben.

## Literarische Tätigkeit
Die literarische Tätigkeit von Süß beschränkte sich auf das Verfassen lokalbezogener Aufsätze und Werke zur Geschichte seiner Salzburger Heimat. Bekannt sind u. a. seine Beiträge zur Geschichte der Typographie im Erzbistum Salzburg (1845) und Salzburger Volkslieder mit ihren Singweisen (1865). Große Beachtung fand das 1848 herausgegebene Werk: Die Bürgermeister in Salzburg von 1433 bis 1840. Süß blendete in der damals üblichen Art die Zeitabläufe in das Leben der einzelnen  Stadtoberhäupter ein und hob jene Ereignisse besonders hervor, die ihm damals wichtig und aufzeichnenswert erschienen.
- Salzburgische Volks-Lieder mit ihren Singweisen. Mayrische Buchhandlung, Salzburg 1865 (Digitalisat in der Google-Buchsuche).

## Ehrungen
Am 2. August 1852 ernannte der Gemeinderat der Kronlandes-Hauptstadt Salzburg „in dankbarerer Anerkennung seiner Verdienste“ um die Gründung des Museums Vinzenz Maria Süß zum Ehrenbürger von Salzburg. 1854 war er als Landeskonservator tätig und erhielt das Goldene Verdienstkreuz mit der Krone verliehen. Von König Otto I. von Griechenland, der eines der ersten Ehrenmitglieder des Museums war, erhielt er 1855 das Silberne Ritterkreuz des königlich-griechischen Erlöserordens verliehen (beide Orden sind auf dem obigen Gemälde zu sehen).
In Erinnerung seines Schaffens für die Stadt Salzburg wurde ihm 1926 mit der Benennung der zwischen der  Bergheimer- und der Plainstraße verlaufenden Vinzenz-Maria-Süß-Straße im Stadtteil Elisabeth-Vorstadt eine weitere Ehrung zuteil.